# Цона Продутива Челе (Пезаро и Урбино)
Цона Продутива Челе је насеље у Италији у округу Пезаро и Урбино, региону Марке.
Према процени из 2011. у насељу је живело 20 становника. Насеље се налази на надморској висини од 239 м.